# Старик Петро Михайлович
Старик Петро Михайлович (1930, Білобожниця — 2008, Чернівці) — український вчений-фізик, доктор фізико-математичних наук, професор Чернівецького університету.

## Біографія
Народився 6 вересня 1930 року в селі Білобожниця Чортківського району Тернопільської області в селянській родині Михайла і Катерини Стариків.
Початкову освіту здобував у місцевій утраквістичній польсько-українській школі, в якій українською мовою відбувалися лише уроки релігії та власне української мови (перший клас, до 1939) і з якої виніс добре знання польської мови, продовживши навчання після ліквідації польської держави вже в радянській українській школі села Білобожниця (другий-третій класи, 1939—1941). Середню освіту здобував спершу в Українській державній гімназії в Чорткові, заснованій в листопаді 1941 року (четвертий-шостий класи), а після ліквідації гімназії радянською владою в 1944 році йому довелося завершувати шкільне навчання в СШ № 1 м. Чортків (сьомий клас, 1944—1945) та в Білобожницькій середній школі (восьмий-десятий класи, 1945—1948).
Навчався на фізико-математичному факультеті Чернівецького державного університету, який закінчив в 1953 році за спеціальністю «електрофізика». Після закінчення навчання працював асистентом кафедри електронно-іонних процесів, викладачем кафедри експериментальної фізики та кафедри загальної фізики. 12 грудня 1965 року захистив кандидатську дисертацію і отримав науковий ступінь кандидата фізико-математичних наук.
З жовтня 1968 року — доцент кафедри напівпровідникових матеріалів. 24 вересня 1969 року рішенням ВАК Старику П. М. присвоєно вчене звання доцента. 28 грудня 1990 року за результатами захисту докторської дисертації «Напівпровідникові лазерні матеріали на основі халькогенідів свинцю, олова і германію» в НВО «Оріон» (м. Москва) йому присуджено науковий ступінь доктора фізико-математичних наук; у 1992 році — присвоєно вчене звання професора. З червня 1991 по липень 1996 року П. М. Старик — професор кафедри напівпровідникових матеріалів, з вересня 1996 року до виходу на пенсію в липні 1999 року — головний науковий співробітник кафедри фізичної електроніки.
Впродовж десятків років керував масштабними науково-дослідними проектами в галузі напівпровідникового матеріалознавства, які виконувалися у співпраці з провідними науковими установами СРСР. Розроблена ним технологія одержання монокристалів вузькощілинних напівпровідників телуридів свинцю і олова дозволила отримати матеріали для інжекційних лазерів на спектральну область 6-16 мкм, на яких вперше в СРСР був створений інфрачервоний лазерний спектрометр, що за роздільною здатністю перевершував на декілька порядків існуючі на той час ІЧ-спектрометри. Один із творців ІЧ-спектрометра О. Д. Бритов в своїй докторській дисертації (1983 р.) висловлював подяку П. М. Старику за багаторічну співпрацю в галузі інжекційних лазерів на гетероструктурах з халькогенідів свинцю та олова.
Автор численних наукових статей, які публікувалися в провідних наукових журналах СРСР та світу, авторських свідоцтв на винаходи, науково-методичних розробок. Створив свою наукову школу з технології вирощування монокристалів напівпровідників групи А4В6 у Чернівецькому державному університеті, знану в усьому Радянському Союзі. Тісно співпрацював з провідними науковими центрами Москви, Ленінграда, Києва, Вільнюса. Під його науковим керівництвом захищено низку кандидатських та одна докторська дисертація. Соросовський стипендіат.
Багато років Петра Михайловича Старика і його наукову школу пов'язували тісні дружні наукові зв'язки з Дмитром Михайловичем Фреїком і його науковою школою з фізики і технології напівпровідникових тонких плівок в Івано-Франківському педагогічному інституті. В рамках співпраці між науковими школами неодноразово обговорювалися і намічалися напрямки перспективної співпраці в галузі напівпровідників халькогенідів свинцю і олова, обговорювалися отримані наукові результати. Петро Михайлович і Дмитро Михайлович мали багатий досвід спільного керівництва у підготовці молодих науковців, кандидатів наук. Професор П. М. Старик зі своїми учнями з задоволенням брав участь в наукових конференціях з фізики, технології і практичного використання напівпровідникових тонких плівок, які з великим успіхом організовував професор Дмитро Михайлович Фреїк зі своїми учнями.
Був великим любителем астрономії та активним учасником спостережень за першими штучними супутниками Землі, за що отримав почесну грамоту Астрономічної ради Академії наук СРСР в 1959 році.
Його улюбленим святковим одягом були українські вишиті сорочки, які він радо носив і в гімназії, і студентом та викладачем університету, і до останніх років вже на пенсії. Так само невіддільним від нього було вживання української мови, якою він послуговувався за будь-яких обставин як в педагогічній діяльності, так і в спілкуванні з колегами в Чернівцях, Києві, Москві і Ленінграді.
Ціле життя мріяв про далекі подорожі, які йому не вдалося здійснити через свій статус «невиїзного» науковця, ознайомленого з державними таємницями. Єдиний раз його випустили за кордон на відпочинок в тодішню Югославію (міста Спліт і Дубровник) у 1984 році.
Поза робочим часом найбільшим задоволенням для нього було працювати на природі, тож з середини 1960-х років і до смерті він радо доглядав свої невеличкі дачні ділянки спершу в Чернівцях (на Роші, в садовому товаристві «Мічурінець», та на Цецино), а в середині 1990-х років купив селянську садибу в селі Малий Кучурів Заставнівського району, де посадив сад, завів чималу пасіку та проводив весь свій час з дружиною та онуками.
Помер раптово 25 грудня 2008 року, похований в родинному гробівці в 31 кварталі Руського цвинтаря в Чернівцях.
Бібліотеку фізичної літератури, яку П. М. Старик збирав впродовж всього свого життя, було передано родиною в дар Чернівецькій обласній універсальній науковій бібліотеці імені М. Івасюка.